# Стоян Бимбелов
Вижте пояснителната страница за други личности с името Стоян войвода.
Стоян Маринчов Тюрюдиев Бимбелов е български хайдутин от Факия.

## Биография
Роден в семейството на Маринчо Згурьов Тюрюди и Дафна Моллова около 1783 г. в с.Факия. Според някои източници не е роден във Факия, а в село Турско Алагюн.  Брат на майката на Стефан Караджа, Каля.
Предвожда хайдушка чета в Тракия 1826 – 1829 г. Четата взема активно участие в Тракийското въстание 1829 г. Разбива разбойническия отряд на Тахир ага край с. Пънчево през август 1829 г. Влиза с руските войски в Ямбол.  През септември 1829 г. ръководи заговор против решенията на Одринския мирен договор.
След войната се изселва в Бесарабия с изтеглянето на руските войски. 